# 迴聲室效應
迴聲室效應（英：Echo Chamber）亦被稱為回音室效应、信息回音室/回声室、媒体回音室/回声室、在线（线上）回音室/回声室和新闻回音室/回声室。在新聞媒體和社群媒體上，一些擁有相近想法的群體藉由不斷溝通與認同彼此想法，使得那些相似的想法不斷被放大與加強，其意見的持有者也加強了他們對現有觀念的信仰程度，從而創造出一個相對封閉的環境或是生態系統。迴聲室效應在忽略反駁意見的前提下傳播並強調該觀點，其可能造成確認偏誤，並增加社會及政府的極端化。特別是在社群媒體上，迴聲室限制了多元意見的表達空間，並強化了個人或群體的預設想法及意識形態。
許多學者注意到“迴聲室效應”可能對大眾的立場與觀點造成影響，尤其是對於政治。然而，一些研究表明“迴聲室效應”對人們造成的影響被誇張化了。

## 概要
網際網路的普及擴大了人們對資訊的獲取量並降低了資訊的獲取難度，這一方面降低了公共討論的難度並創造出更多元化的公共討論形式，另一方面，資訊的廣泛獲取可能使人們展現出對資訊支持性管道的選擇性。當觀點相似的人們在網路上相互討論時容易形成相對狹隘的視野，使得迴聲室效應發生。在這個封閉的討論環境中，相同的論點會被不斷反覆強調，並將不同意見的聲音淹沒，由於較少接觸不同的觀點，參與討論者的觀點會被更加根深蒂固，最終導致對相關領域的各種主題產生確認偏誤。
在尋求意見的過程中，當人們希望某件事為真時，他們往往傾向尋求能支持自己現有想法的資訊，而容易忽視反面意見或是與其相斥的說詞。人們在迴聲室中也會對自己的觀點更有信心，因為這些意見比較容易被其他人所接受。由於網路與社群媒體的發展，現今人們常透過Facebook、Google等較不傳統的管道獲取訊息，而有許多這類商業媒體會根據使用者的搜尋紀錄及網路使用習慣建立演算法，持續推播符合該使用者喜好的內容。這樣透過網路的資訊推送過程存在形成過濾氣泡的風險，也有人認為迴聲室效應會造成透過網路的公共討論破裂。
在更極端的迴聲室中，資訊可能會以更扭曲或更誇張化的形式被觀點相似的人們不斷傳播，直到大多數人都接受這一扭曲化的論點。

## 研究
許多學者對迴聲室效應做過研究，然而目前對於這個現象的了解仍十分碎片化。巴克希等人（Bakshy et al. 2015）曾對迴聲室效應造成的影響作過研究，其中研究人員發現人們通常分享與他們觀點一致的新聞文章，並且他們發現人們更容易和有相同政治傾向的人產生交流、建立關係。另外，他們也發現人們在網路上接觸到交叉訊息（cross-cutting content, 即與自己政治傾向相反的內容）的潛在可能性在自由派僅24%、保守派僅35%。許多其他研究表明交叉內容是衡量迴聲室效應的重要指標，像是博塞塔等人（Bossetta et al. 2023）發現在英國脫歐期間，Facebook上的評論中有29%為交叉訊息。迴聲室效應可能存在於個人在網路上獲取資訊的過程中，但較不存在於人們在社群媒體上與他人的互動中。
另一方面，杜布瓦和布蘭克（Dubois and Blank, 2018）表示迴聲室效應確實存在，但並沒有人們想的普遍。根據數據表明大多數人皆從多元的管道接收資訊，僅有8%的人在訊息的獲取上有較單一的來源。魯斯克（Rusche, 2022）表示大多數Twitter用戶不太受迴音室的影響，但在高度活躍的用戶中仍有小部分用戶在民粹主義政治家的追隨者中佔了大多數，創造出了相似觀點相對封閉的交流空間。
另外，也有一些研究表示人們也會分享與自己政治觀點不同的新聞報導，或是發現社交媒體的用戶比起不使用社交媒體的人們，仍然有更多元的資訊來源。這些研究都與迴音室效應產生矛盾，因此對於迴聲室效應的研究仍然缺乏共識。
由於定義不明確、研究方法不一致，且數據也尚不足以作為代表，關於迴聲室的研究尚未達成共識。對迴聲室的研究在不同政治環境下经常得出相反结论。
牛津大学路透新闻研究所通过研究多个国家多位学者的有关“在线回音室”的社会科学著作后得出结论，认为“回音室效应”的规模比人们通常认为的要小得多，并强调用户的自我选择是形成回音室的关键因素，而不是算法推荐本身。例如在英国，仅有约6%到8%的公众生活在政治倾向明显的“信息回音室”中。基于网络跟踪数据的研究支持了这一结论：在英国2019年大选期间，只有少数选民生活在党派新闻回音室中，其中工党选民占2%，保守党选民占4%。在其他欧洲国家的研究也得出了类似的结论：例如，瑞典的研究表明，公众接收信息的来源十分多样，并非每个人都处在孤立的回音室中；同样地，西班牙的研究中也未发现广泛存在的所谓“信息回声室”。
在亚洲国家的一些研究也对“回声室效应”的广泛存在提出了质疑。例如，以色列的研究显示，只有大约3%的人生活在完全生活在由党派立场鲜明的媒体创造的“回音室”中。
在美国，一些研究人员也发现，具有同质新闻接收习惯的互联网用户是罕见的。
研究还指出了单平台研究“回音室效应”的局限性。虽然有研究在某个单一的社交媒体平台上发现了许多观点一致的社群，但由于这些研究仅限于特定平台，而无法确定用户是否在其他媒体上也生活在封闭的回音室中，因此其研究价值有限。例如，仅基于社交媒体平台 X 的分析可能会高估回音室的规模，因为用户可能通过其他渠道（如电视新闻）接触到不同的观点。

## 影響

###### 線上社群
當群體中充斥著相似觀點而缺乏反駁的聲音時，這樣的群體容易因為迴聲室效應而與外界產生隔閡，特別是當該意見與政治立場相關時會更容易受到迴聲室影響。而因為比起新聞上的訊息，人們會更容易接受自己在社群媒體上獲取的資訊，這使得許多謠言會更容易在社群平台上被廣泛傳播。另外比起面對面交流，人們在網路上能更勇敢的表達意見，也能更容易找到與自己意見一致的人。

###### 線下社群
許多線下的社群因政治理念或是文化等因素而存在隔閡，迴聲室效應可能造成人們忽略自身群體之外的其他群體在文化等方面上的變化。而當一個群體間只有相似的意見而缺乏來自外部的觀點時，在迴聲室效應的作用下容易使這個群體走向極端，造成群體極化現象的發生。這種現象也可以藉由社群媒體上傳播假訊息或誤導訊息等方式拓展到線下社群。
另外，網路上的迴聲室效應也可能影響到個人在線下環境中參與討論或發表意見的意願。一項在2016年的研究表示：在Twitter上收穫較多與自己意見相似的言論的人們在工作上也會更願意表達自己的想法。

## 實際案例
- 大衛·肖（David Shaw）在1990年所撰寫的文章中指出對1980年代麥克馬汀育幼院事件判決的新聞報導是迴聲室。大衛聲稱新聞媒體對於該事件的行為如同一群狼，諸多的越線報導與不實消息傳播創造了一個恐怖的迴聲室並嚴重影響了庭審判決過程，而新聞工作者在這其中早已喪失了基本的媒體的基本道德。[23]
- 亞當·科恩（Adam Cohen）在《時代》雜誌1998年2月16日號《Trial by Leaks》的封面故事《The Press And The Dress：淫穢洩密的解剖，它如何在媒體的迴聲室裡迴盪》（The Press And The Dress: The anatomy of a salacious leak, and how it ricocheted around the walls of the media echo chamber）中記載了關於克林頓總統與莫妮卡·萊溫斯基（Monica Lewinsky）醜聞的報導。[24]此案例也在美國的卓越新聞計畫（英语：Project_for_Excellence_in_Journalism）中被深入調查。
- 關於類鴉片物質的討論可能影響藥物相關的立法，並且有人認為這些討論也有迴聲室效應的作用。[25]
- 有人認為英國脫歐公投有受到迴聲室效應的影響，相關論述也曾在英國的新政治家雜誌中出現過。[26]
- 有人將2014年的玩家門事件爭議中玩家社群與記者之間的紛爭視為迴聲室效應的表現。[26][27]
- 2016年美國總統大選也引發了眾多關於媒體迴聲室現象的討論，一些人認為迴聲室效應在這之中發揮了重大作用，使唐納德·川普得以從選戰中獲勝。[28]郭等人（Guo et al. 2020）[29]表示支持川普與希拉蕊的群體在Twitter社群上存在顯著的差異，創造了一定程度的迴聲室影響。[30]而有些人也認為Facebook似乎鼓勵使用者接觸與其立場一致的貼文。[13]

## 与“信息茧房”的联系和区别
“信息茧房”（英：Information Cocoons）的概念最初由凯斯·桑斯坦在其著作《信息乌托邦》中提出，指的是人们只关注自己选择或使自己感到愉悦的信息，从而形成封闭的类似“茧房”的信息系统。“回声室效应”侧重于单一信息的重复与加强，而“信息茧房”更强调信息来源的单一和信息环境的封闭。两者虽然存在相似的心理机制，但概念有所区别。在中文语境下，相较于“过滤气泡”和“回声室效应”，“信息茧房”更多地被公众和学术界讨论，而英文学术著作中有关“信息茧房”的研究寥寥无几。

### 学术研究
在算法驱动的信息推荐系统日益普及的背景下，“信息茧房”的概念被广泛讨论。公众普遍担忧个性化推荐会导致信息窄化，加剧社会割裂。然而，学界对“信息茧房”的理解与公众的直觉感受存在较大差异。多位学者的研究及媒体报道指出，“信息茧房”概念缺乏实证研究和量化数据支撑，其负面效应其实并不存在。
与对算法造成“信息茧房”的担忧相反，算法的目的在于提升信息分发效率和满足用户需求，算法实际上可能扩大受众接触信息的范围，并非“作茧”之源。算法并一成不变，而是不断迭代更新，以满足用户多元兴趣。且平台旨在留住用户，而非刻意制造“信息茧房”，推荐多样化内容是平台留存用户的必要手段。此外，也有学者接受媒体采访时表示技术具有偏向性并非中立，取决于人的价值观和社会背景。
有学者在其著作中指出，人们倾向于将复杂社会问题简单归咎于技术，而忽视了人的选择、社会环境等因素。“信息茧房”概念更多是个人选择性偏好的体现，并非算法时代独有。用户并非像部分人设想的完全被动接受算法的“投喂”，而是具有主动选择和影响算法的能力。此外，有学者认为熟人社交平台比算法推荐更可能导致“筑茧”效应。